# Maleisië op de Olympische Zomerspelen 2020
Maleisië nam deel aan de Olympische Zomerspelen 2020 in Tokio, Japan.

## Medailleoverzicht
| Medaille | Naam                    | Sport          | Onderdeel      | Datum      |
| -------- | ----------------------- | -------------- | -------------- | ---------- |
| Zilver   | Azizulhasni Awang       | Baanwielrennen | kerin (m)      | 8 augustus |
|          |                         |                |                |            |
| Brons    | Aaron Chia Soh Wooi Yik | Badminton      | dubbelspel (m) | 31 juli    |

## Atleten
Hieronder volgt een overzicht van de atleten die zich reeds hebben verzekerd van deelname aan de Olympische Zomerspelen 2020.
| sport          | Mannen | Vrouwen | totaal |
| -------------- | ------ | ------- | ------ |
| Atletiek       | 1      | 1       | 2      |
| Badminton      | 4      | 4       | 8      |
| Boogschieten   | 1      | 1       | 2      |
| Golf           | 1      | 1       | 2      |
| Gymnastiek     | 1      | 1       | 2      |
| Schietsport    | 0      | 1       | 1      |
| Schoonspringen | 0      | 5       | 5      |
| Wielersport    | 2      | 0       | 2      |
| Zeilen         | 1      | 3       | 4      |
| Zwemmen        | 1      | 1       | 2      |
| totaal         | 12     | 18      | 30     |

## Deelnemers en Resultaten

### Atletiek
Mannen
Technische nummers
| atleet      | onderdeel    | kwalificaties       | kwalificaties       | finale         | finale         |
| atleet      | onderdeel    | afstand             | rang                | afstand        | rang           |
| ----------- | ------------ | ------------------- | ------------------- | -------------- | -------------- |
| Lee Hup Wei | hoogspringen | geen geldige poging | geen geldige poging | niet geplaatst | niet geplaatst |

Vrouwen
Loopnummers
| atlete              | onderdeel | series | series | kwartfinale | kwartfinale | halve finale   | halve finale   | finale         | finale         |
| atlete              | onderdeel | tijd   | rang   | tijd        | rang        | tijd           | rang           | tijd           | rang           |
| ------------------- | --------- | ------ | ------ | ----------- | ----------- | -------------- | -------------- | -------------- | -------------- |
| Azreen Nabila Alias | 100 m     | 11,77  | 2 Q    | 11,91       | 6           | niet geplaatst | niet geplaatst | niet geplaatst | niet geplaatst |

### Badminton
Mannen
| atleet                  | onderdeel  | groepsfase                          | groepsfase                            | groepsfase                            | groepsfase | eliminatie                   | kwartfinale                                 | halve finale                  | finale / BM                                  | finale / BM |
| atleet                  | onderdeel  | tegenstander uitslag                | tegenstander uitslag                  | tegenstander uitslag                  | rang       | tegenstander uitslag         | tegenstander uitslag                        | tegenstander uitslag          | tegenstander uitslag                         | rang        |
| ----------------------- | ---------- | ----------------------------------- | ------------------------------------- | ------------------------------------- | ---------- | ---------------------------- | ------------------------------------------- | ----------------------------- | -------------------------------------------- | ----------- |
| Lee Zii Jia             | enkelspel  | A Pochtarov W (21-5, 21-11)         | B Leverdez W (21-17, 21-5)            | n.v.t.                                | 1 Q        | Chen L V (21-8, 19-21, 5-21) | niet geplaatst                              | niet geplaatst                | niet geplaatst                               | 9           |
| Aaron Chia Soh Wooi Yik | dubbelspel | Choi S-g / Seo S-j W (24-22, 21-15) | M Ahsan / H Setiawan V (16-21, 19-21) | J Ho-shue / N Yakura W (21-15, 21-13) | 2 Q        | n.v.t.                       | M F Gideon / K S Sukamuljo W (21-14, 21-17) | Li J / Liu Y V (22-24, 13-21) | M Ahsan / H Setiawan W (17-21, 21-17, 21-14) | Brons       |

Vrouwen
| atleet                      | onderdeel  | groepsfase                          | groepsfase                                    | groepsfase                         | groepsfase | eliminatie           | kwartfinale          | halve finale         | finale / BM          | finale / BM |
| atleet                      | onderdeel  | tegenstander uitslag                | tegenstander uitslag                          | tegenstander uitslag               | rang       | tegenstander uitslag | tegenstander uitslag | tegenstander uitslag | tegenstander uitslag | rang        |
| --------------------------- | ---------- | ----------------------------------- | --------------------------------------------- | ---------------------------------- | ---------- | -------------------- | -------------------- | -------------------- | -------------------- | ----------- |
| Soniia Cheah                | enkelspel  | LSárosi W Walk-over                 | R Intanon V (21-19, 18-21, 10-21)             | n.v.t.                             | 2          | niet geplaatst       | niet geplaatst       | niet geplaatst       | niet geplaatst       | 15          |
| Chow Mei Kuan Lee Meng Yean | dubbelspel | G Polii / A Rahayu V (14-21, 17-21) | Y Fukushima / S Hirota V (21-17, 15-21, 8-21) | C Birch / L Smith W (21–19, 21–16) | 3          | n.v.t.               | niet geplaatst       | niet geplaatst       | niet geplaatst       | 9           |

Gemengd
| atleet                      | onderdeel  | groepsfase                                 | groepsfase                               | groepsfase                        | groepsfase | eliminatie           | kwartfinale          | halve finale         | finale / BM          | finale / BM |
| atleet                      | onderdeel  | tegenstander uitslag                       | tegenstander uitslag                     | tegenstander uitslag              | rang       | tegenstander uitslag | tegenstander uitslag | tegenstander uitslag | tegenstander uitslag | rang        |
| --------------------------- | ---------- | ------------------------------------------ | ---------------------------------------- | --------------------------------- | ---------- | -------------------- | -------------------- | -------------------- | -------------------- | ----------- |
| Chan Peng Soon Goh Liu Ying | dubbelspel | Tang C M / Tse Y S V (18-21, 21-10, 16-21) | M Lamsfuß / I Herttrich V (12-21, 15-21) | Wang Y / Huang D V (13-21, 19-21) | 4          | n.v.t.               | niet geplaatst       | niet geplaatst       | niet geplaatst       | 9           |

### Boogschieten
Mannen
| atleet                | onderdeel   | plaatsingsronde | plaatsingsronde | eerste ronde         | tweede ronde         | derde ronde          | kwartfinale          | halve finale         | finale / BM          | finale / BM |
| atleet                | onderdeel   | score           | rang            | tegenstander uitslag | tegenstander uitslag | tegenstander uitslag | tegenstander uitslag | tegenstander uitslag | tegenstander uitslag | rang        |
| --------------------- | ----------- | --------------- | --------------- | -------------------- | -------------------- | -------------------- | -------------------- | -------------------- | -------------------- | ----------- |
| Khairul Anuar Mohamad | individueel | 661             | 20              | A Vikström W 6 – 5   | Wang D W 6 – 5       | Kim W-j V 0 – 6      | niet geplaatst       | niet geplaatst       | niet geplaatst       | 9           |

Vrouwen
| atleet             | onderdeel   | plaatsingsronde | plaatsingsronde | eerste ronde         | tweede ronde         | derde ronde          | kwartfinale          | halve finale         | finale / BM          | finale / BM |
| atleet             | onderdeel   | score           | rang            | tegenstander uitslag | tegenstander uitslag | tegenstander uitslag | tegenstander uitslag | tegenstander uitslag | tegenstander uitslag | rang        |
| ------------------ | ----------- | --------------- | --------------- | -------------------- | -------------------- | -------------------- | -------------------- | -------------------- | -------------------- | ----------- |
| Syaqiera Mashayikh | individueel | 630             | 43              | E Osipova V 4 – 6    | niet geplaatst       | niet geplaatst       | niet geplaatst       | niet geplaatst       | niet geplaatst       | 33          |

Gemengd
| atlete                                   | onderdeel | plaatsingsronde | plaatsingsronde | eerste ronde         | kwartfinale          | halve finale         | finale / BM          | finale / BM    |
| atlete                                   | onderdeel | score           | rang            | tegenstander uitslag | tegenstander uitslag | tegenstander uitslag | tegenstander uitslag | rang           |
| ---------------------------------------- | --------- | --------------- | --------------- | -------------------- | -------------------- | -------------------- | -------------------- | -------------- |
| Syaqiera Mashayikh Khairul Anuar Mohamad | team      | 1291            | 19              | niet geplaatst       | niet geplaatst       | niet geplaatst       | niet geplaatst       | niet geplaatst |

### Golf
Mannen
| atleet      | onderdeel | eerste ronde | tweede ronde | derde ronde | vierde ronde | totaal | totaal | totaal |
| atleet      | onderdeel | score        | score        | score       | score        | score  | par    | rang   |
| ----------- | --------- | ------------ | ------------ | ----------- | ------------ | ------ | ------ | ------ |
| Gavin Green | mannen    | 74           | 72           | 70          | 72           | 288    | +4     | 57     |

Vrouwen
| atleet    | onderdeel | eerste ronde | tweede ronde | derde ronde | vierde ronde | totaal | totaal | totaal |
| atleet    | onderdeel | score        | score        | score       | score        | score  | par    | rang   |
| --------- | --------- | ------------ | ------------ | ----------- | ------------ | ------ | ------ | ------ |
| Kelly Tan | vrouwen   | 73           | 73           | 72          | 64           | 282    | -2     | 34     |

### Gymnastiek

#### Turnen
Mannen
| atleet        | onderdeel | kwalificatie | kwalificatie | kwalificatie | kwalificatie | kwalificatie | kwalificatie | kwalificatie | kwalificatie | finale  | finale         | finale         | finale         | finale         | finale         | finale         | finale         |                |
| atleet        | onderdeel | toestel      | toestel      | toestel      | toestel      | toestel      | toestel      | totaal       | positie      | toestel | toestel        | toestel        | toestel        | toestel        | toestel        | totaal         | positie        |                |
| atleet        | onderdeel | vloer        | voltige      | ringen       | sprong       | brug         | rekstok      | totaal       | positie      | vloer   | voltige        | ringen         | sprong         | brug           | rekstok        | totaal         | positie        |                |
| ------------- | --------- | ------------ | ------------ | ------------ | ------------ | ------------ | ------------ | ------------ | ------------ | ------- | -------------- | -------------- | -------------- | -------------- | -------------- | -------------- | -------------- | -------------- |
| Loo Phay Xing | meerkamp  | 13,100       | 12,266       | 7,700        | 12,466       | 10,200       | 11,766       | 67,498       | 62           | 13.166  | niet geplaatst | niet geplaatst | niet geplaatst | niet geplaatst | niet geplaatst | niet geplaatst | niet geplaatst | niet geplaatst |

Vrouwen
| atlete               | onderdeel | kwalificatie | kwalificatie | kwalificatie | kwalificatie | kwalificatie | kwalificatie | finale         | finale         | finale         | finale         | finale         | finale         |
| atlete               | onderdeel | toestel      | toestel      | toestel      | toestel      | totaal       | positie      | toestel        | toestel        | toestel        | toestel        | totaal         | positie        |
| atlete               | onderdeel | sprong       | brug         | balk         | vloer        | totaal       | positie      | sprong         | brug           | balk           | vloer          | totaal         | positie        |
| -------------------- | --------- | ------------ | ------------ | ------------ | ------------ | ------------ | ------------ | -------------- | -------------- | -------------- | -------------- | -------------- | -------------- |
| Farah Ann Abdul Hadi | meerkamp  | 13,166       | 11,600       | 11,566       | 12,233       | 48,565       | 68           | niet geplaatst | niet geplaatst | niet geplaatst | niet geplaatst | niet geplaatst | niet geplaatst |

### Schietsport
Vrouwen
| atlete                 | onderdeel               | kwalificaties | kwalificaties | finale         | finale         |
| atlete                 | onderdeel               | punten        | rang          | punten         | rang           |
| ---------------------- | ----------------------- | ------------- | ------------- | -------------- | -------------- |
| Nur Suryani Mohd Taibi | 50 m geweer 3 houdingen | 1142          | 34            | niet geplaatst | niet geplaatst |

### Schoonspringen
Vrouwen
| atlete                         | onderdeel            | series | series | halve finale   | halve finale   | finale         | finale         |
| atlete                         | onderdeel            | punten | rang   | punten         | rang           | punten         | rang           |
| ------------------------------ | -------------------- | ------ | ------ | -------------- | -------------- | -------------- | -------------- |
| Nur Dhabitah Sabri             | 3 m plank            | 291,60 | 10 Q   | 312,60         | 6 Q            | 326,15         | 4              |
| Ng Yan Yee                     | 3 m plank            | 251,95 | 20     | niet geplaatst | niet geplaatst | niet geplaatst | niet geplaatst |
| Pandelela Rinong               | 10 m toren           | 284,90 | 18 Q   | 315,75         | 7 Q            | 245,85         | 12             |
| Cheong Jun Hoong               | 10 m toren           | 251,80 | 26     | niet geplaatst | niet geplaatst | niet geplaatst | niet geplaatst |
| Leong Mun Yee Pandelela Rinong | 10 m toren synchroon | n.v.t. | n.v.t. | n.v.t.         | n.v.t.         | 277,98         | 8              |

### Wielersport

#### Baanwielrennen
Mannen
Sprint
| atleet          | onderdeel | kwalificaties | kwalificaties | ronde 1            | herkansing 1               | ronde 2              | herkansing 2         | ronde 3              | herkansing 3            | kwartfinale          | halve finale         | finale               | finale         |
| atleet          | onderdeel | tijd          | rang          | tegenstander tijd  | tegenstander uitslag       | tegenstander uitslag | tegenstander uitslag | tegenstander uitslag | tegenstander uitslag    | tegenstander uitslag | tegenstander uitslag | tegenstander uitslag | rang           |
| --------------- | --------- | ------------- | ------------- | ------------------ | -------------------------- | -------------------- | -------------------- | -------------------- | ----------------------- | -------------------- | -------------------- | -------------------- | -------------- |
| Muhammad Sahrom | sprint    | 9.700         | 23 Q          | Lavreysen V +0,063 | Barrette Rudyk W 9,667     | Carlin V +0,132      | Rajkowski W 10,317   | Lavreysen V +0,449   | Vigier Webster V +0,133 | niet geplaatst       | niet geplaatst       | niet geplaatst       | niet geplaatst |
| Mohd Awang      | sprint    | 9,626         | 17 Q          | Kenny V +0,032     | Quintero Mitchell W 10,056 | Paul V +0,026        | Wammes W 10,131      | Hoogland V +0,040    | Kenny Wakimoto V +0,042 | niet geplaatst       | niet geplaatst       | niet geplaatst       | niet geplaatst |

Keirin
| atleet          | onderdeel | ronde 1 | herkansing | kwartfinale | halve finale   | finale         |
| atleet          | onderdeel | rang    | rang       | rang        | rang           | rang           |
| --------------- | --------- | ------- | ---------- | ----------- | -------------- | -------------- |
| Muhammad Sahrom | keirin    | DNF     | 2 Q        | 6           | niet geplaatst | niet geplaatst |
| Mohd Awang      | keirin    | 1 Q     | n.v.t.     | 2 Q         | 1 FA           | Zilver         |

### Zeilen
Mannen
| atleet                   | onderdeel | race | race | race | race | race | race | race | race | race | race | race   | race   | race           | netto punten | eindnotering |
| atleet                   | onderdeel | 1    | 2    | 3    | 4    | 5    | 6    | 7    | 8    | 9    | 10   | 11     | 12     | M              | netto punten | eindnotering |
| ------------------------ | --------- | ---- | ---- | ---- | ---- | ---- | ---- | ---- | ---- | ---- | ---- | ------ | ------ | -------------- | ------------ | ------------ |
| Khairulnizam Mohd Afendy | Laser     | 26   | 14   | 28   | 29   | 18   | 13   | 26   | 28   | 23   | 20   | n.v.t. | n.v.t. | niet geplaatst | 196          | 28           |

Vrouwen
| atlete                                   | onderdeel    | race | race | race | race | race | race | race | race   | race | race | race   | race   | race           | netto punten | eindnotering |
| atlete                                   | onderdeel    | 1    | 2    | 3    | 4    | 5    | 6    | 7    | 8      | 9    | 10   | 11     | 12     | M              | netto punten | eindnotering |
| ---------------------------------------- | ------------ | ---- | ---- | ---- | ---- | ---- | ---- | ---- | ------ | ---- | ---- | ------ | ------ | -------------- | ------------ | ------------ |
| Nur Shazrin Mohd Latif                   | Laser Radial | 3    | 25   | 33   | 14   | 30   | 34   | 28   | 30     | 16   | 15   | n.v.t. | n.v.t. | niet geplaatst | 194          | 26           |
| Nuraisyah Jamil Juni Karimah Noor Jamali | 470          | 16   | 18   | 17   | 20   | 19   | 20   | 20   | 22 DNF | 17   | 11   | n.v.t. | n.v.t. | niet geplaatst | 158          | 19           |

### Zwemmen
Mannen
| atleet     | onderdeel        | series  | series | halve finale   | halve finale   | finale         | finale         |
| atleet     | onderdeel        | tijd    | rang   | tijd           | rang           | tijd           | rang           |
| ---------- | ---------------- | ------- | ------ | -------------- | -------------- | -------------- | -------------- |
| Welson Sim | 200 m vrije slag | 1.49,24 | 32     | niet geplaatst | niet geplaatst | niet geplaatst | niet geplaatst |
| Welson Sim | 400 m vrije slag | 3.58,25 | 33     | n.v.t.         | n.v.t.         | niet geplaatst | niet geplaatst |

Vrouwen
| atleet       | onderdeel        | series     | series | halve finale   | halve finale   | finale         | finale         |
| atleet       | onderdeel        | tijd       | rang   | tijd           | rang           | tijd           | rang           |
| ------------ | ---------------- | ---------- | ------ | -------------- | -------------- | -------------- | -------------- |
| Phee Jinq En | 100 m schoolslag | 1.08,40 NR | 29     | niet geplaatst | niet geplaatst | niet geplaatst | niet geplaatst |
| Phee Jinq En | 200 m schoolslag | 2.32,57    | 31     | niet geplaatst | niet geplaatst | niet geplaatst | niet geplaatst |